# Aspidistra wyniosła
Aspidistra wyniosła (Aspidistra elatior) – gatunek ozdobnej byliny pochodzący z suchych terenów leśnych Dalekiego Wschodu (Chin i Japonii).

## Morfologia
PokrójBylina kłączowa o dużych liściach odziomkowych.
LiścieSkórzaste, ciemnozielone, eliptyczne, ostro zakończone, do 60 cm długości.
KwiatNiepozorny, pojedynczy, rozwija się na krótkiej szypułce tuż nad powierzchnią podłoża. Okwiat czerwonobrunatny lub purpurowobrunatny, dzwonkowaty z 8-ma pręcikami i jednym słupkiem. Owocem jest jagoda.

## Zastosowanie
W Polsce i innych krajach strefy umiarkowanej gatunek często uprawiany jako ozdobna roślina doniczkowa. Jest wyjątkowo odporna na suszę, złe oświetlenie, skoki temperatury i zaniedbywanie. Cechuje się powolnym wzrostem. Roślinę należy przesadzać w odstępie 4 lat, na wiosnę. Najlepszym podłożem dla niej jest ziemia gliniasto-torfowa wymieszana z podstawowym nawozem.